# Serdar Somuncu

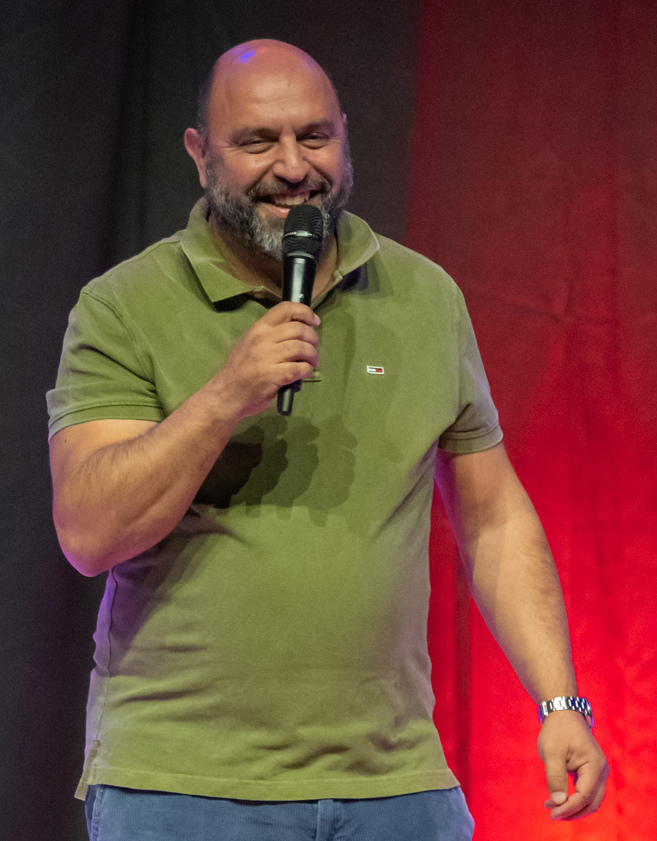
Serdar Somuncu (2022)

Serdar Somuncu [ˈseɾdaɾ soˈmund͡ʒu] (* 3. Juni 1968 in Istanbul, Türkei) ist ein deutscher Kabarettist, Autor, Produzent und Regisseur. Gelegentlich tritt er auch als Musiker, Schauspieler, YouTuber und Synchronsprecher in Erscheinung.

## Kindheit und Ausbildung
Somuncu wurde 1968 in Istanbul geboren. Von 1984 bis 1986 studierte er am Konservatorium für Musik in Maastricht und von 1986 bis 1992 an der Staatlichen Hochschule für Musik in Wuppertal Musik im Hauptfach Schlagzeug. Außerdem studierte er 1992 bis 1995 Schauspiel und Regie in Frankfurt am Main.

## Karriere
Er arbeitete unter anderem als Orchester- und Studiomusiker. Somuncu inszenierte zudem mehr als 100 Theaterstücke, unter anderem für das Shakespeare-Festival Neuss, das Forum in Wuppertal, das TiB in Frankfurt und das Theater Konstanz und trat auch als Schauspieler auf, unter anderem an den Schauspielhäusern in Bochum, Bremen, Mailand und Oberhausen. 2003 war er als Bassa Selim am Stadttheater Münster in Die Entführung aus dem Serail von Mozart zu sehen, Er spielte diese Rolle 2014 erneut, diesmal am Theater Dortmund.
Mit seiner Inszenierung von Franz Kafkas Ein Bericht für eine Akademie tourte Somuncu als Affe Rotpeter von 1985 bis 1992 durch Europa und erhielt dafür den Literatur- und Theaterpreis in Saarbrücken. Er trat unter anderem vor Langzeithäftlingen in Justizvollzugsanstalten in Nordrhein-Westfalen auf. Von 1988 bis 2008 leitete Somuncu das Kammerensemble Neuss, das im Neusser Kulturkeller und im Globe Theater Theaterstücke für Kinder und Erwachsene produzierte. Die Premiere der Bunten Revue/Bukowski Blues fand im Kölner Eros-Center statt.
Somuncus Inszenierung von Texten des US-amerikanischen Schriftstellers Charles Bukowski, in der er Texte und Gedichte von Obdachlosen sprechen ließ, wurde zur Auswahl der besten Inszenierungen des Jahres 1993 beim Theaterzwang Festival in Dortmund eingeladen. Außerdem übernahm Somuncu Rollen in Fernsehserien und Kinofilmen, wie beispielsweise in Schwarz greift ein, der Lindenstraße, Dr. Psycho, als Anwalt Samir Chada im Tatort: Verbrannt und als Taxifahrer in Broken Comedy. Als Sprecher vertonte er mehrere Hörspiele, unter anderem für den WDR.

### Arbeit als Kabarettist, 1996–2023

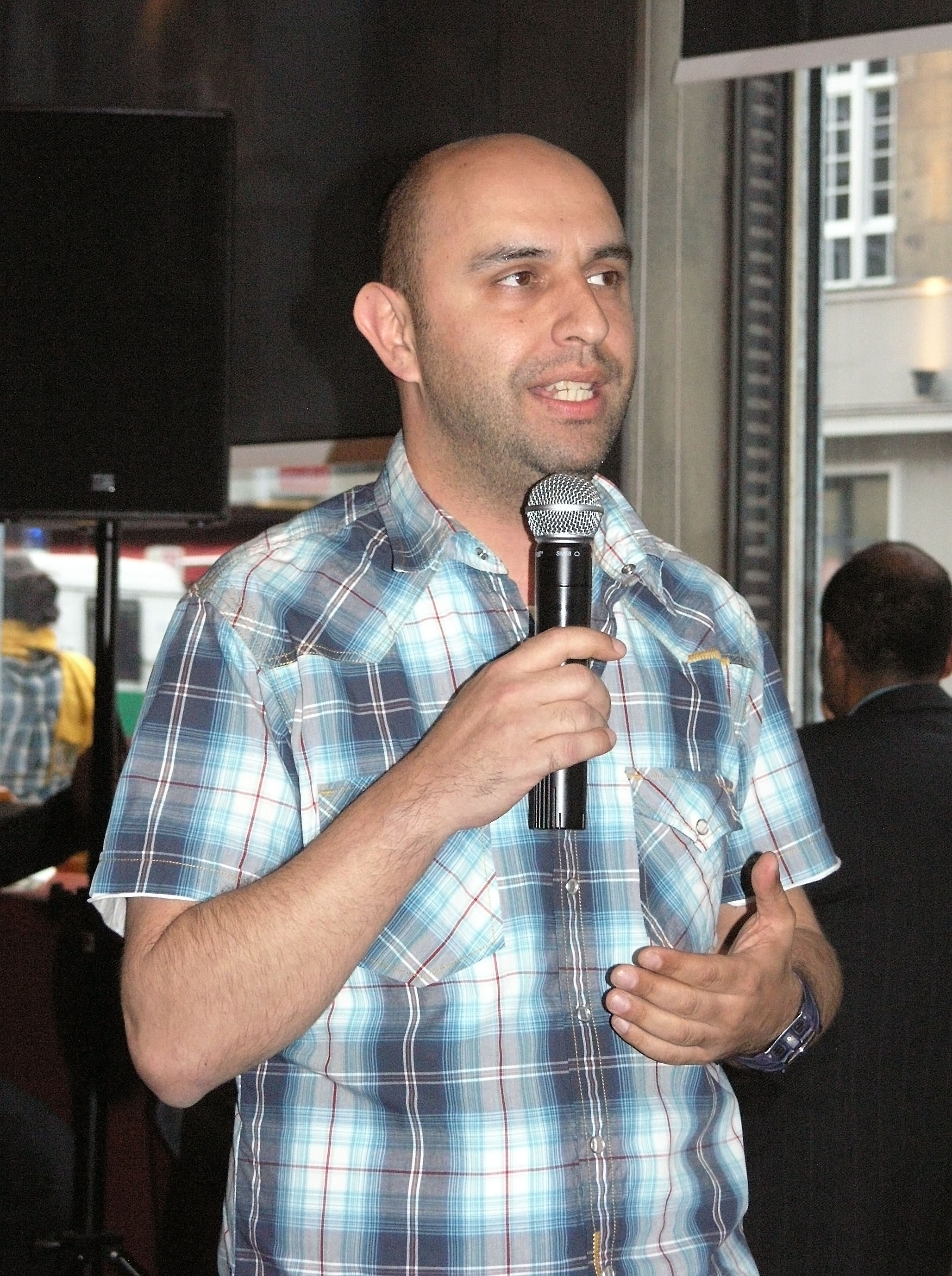
Serdar Somuncu (2008)

Bekannt wurde er nach 1996 durch eine szenische Lesung ausgewählter Textstellen aus Hitlers Buch Mein Kampf. Seine jahrelange Tournee unter dem Titel Nachlass eines Massenmörders wurde zu einem großen Publikumserfolg. Somuncu deckte dabei die inneren Widersprüche des Buchs auf komische Weise auf und kommentierte sie. Dabei trat er unter anderem vor ehemaligen Häftlingen der Konzentrationslager in Buchenwald und Sachsenhausen auf. Die taz zeichnete ihn dafür als „Mann des Jahres 1996“ aus.
2001 startete Somuncu eine weitere Lesung, in der er Ausschnitte aus der Sportpalastrede des Reichspropagandaministers Joseph Goebbels vom 18. Februar 1943 präsentierte. Somuncu hatte während seiner Arbeit immer wieder Probleme mit Neonazis und las deshalb nicht selten mit kugelsicherer Weste und unter Polizeischutz. So stürmten am 12. Oktober 2005 im sächsischen Dippoldiswalde etwa 25 teilweise vermummte Personen während des Zitierens von Hitlers Mein Kampf den Saal und entrollten auf der Bühne ein Transparent. Somuncu ging von der Bühne und versuchte dann, die Protestierer zu einer Diskussion aufzurufen. Die Störer verließen teilweise den Saal, begleitet von Polizeibeamten in Zivil, die bei Lesungen von Somuncu immer präsent waren. Die Veranstaltung konnte fortgesetzt werden.
Bis Dezember 2006 war Somuncu mit seinem Programm Hitler Kebab unterwegs. Er las dabei unter anderem einzelne Kurzgeschichten aus seinem Buch Getrennte Rechnungen und griff auch tagespolitische Situationen auf. Somuncu war zudem regelmäßiger Gast in diversen Kabarett- und Comedyformaten, unter anderem im Quatsch Comedy Club, NightWash, Die Anstalt und TV total. Seine Auftritte erreichen auf Youtube Millionenklicks. Für die DVD der Aufzeichnung seines Programms Hardcore live erhielt er 2010 die goldene DVD der Media Control und war insgesamt 10 Wochen auf Platz 1 der Comedy-Charts.
Zu seinem 25-jährigen Bühnenjubiläum inszenierte Somuncu 2008 eine Galashow im Dortmunder FZW mit zahlreichen Gästen, unter anderem mit Xavier Naidoo, Dave Davis, Carolin Kebekus, Ingo Appelt, Buddy Ogün, Hennes Bender, Käthe Lachmann und Oliver Polak. Moderiert wurde die Show von Klaas Heufer-Umlauf und Jan Böhmermann. Als Bühnenband traten Der Popolski Show auf. Im Dezember 2023 beendete Somuncu seine Bühnenkarriere als Kabarettist und Comedian, um sich neuen Projekten zu widmen.

### Moderationstätigkeiten, 2005–2009
Somuncu moderierte von 2005 bis 2007 eine eigene Bühnentalkshow unter dem Titel Schöner Reden. Sie fand abwechselnd im Bonner Pantheon, den Berliner Wühlmäusen, dem Düsseldorfer Zakk und dem Neusser Kulturkeller statt. Gäste waren Matto Barfuss, Hennes Bender, Johann König, Kurt Krömer, Martin Sonneborn, John Doyle, Georg Ringsgwandl, Dirk Bach, Claudia Roth und Vivian Schmitt. In seinem Programm Der Hassprediger liest Bild rezitierte und kommentierte Somuncu die jeweils aktuelle Ausgabe der Bild-Zeitung. In Österreich hieß das Programm Kronenzeitung lesen, dort beschäftigte er sich mit der Kronenzeitung.
Am 14. Juni 2008 startete Somuncu eine Internet-Show mit dem Titel Hatenight, in der er wöchentlich aktuelle Themen kommentierte. Während die ersten 50 Folgen über YouTube verbreitet wurden, sperrte das Videoportal im Juni 2009 aus inhaltlichen Gründen Somuncus Kanal mit über 2000 Abonnenten und löschte alle Videos. Danach war Hatenight über Sevenload zu sehen. Am 5. März 2010 wurde bekanntgegeben, dass die Sendung aus rechtlicher Sicht eingestellt werden müsse, nach Verhandlungen durfte sie aber weiter produziert werden, allerdings sehr verkürzt und entschärft.
Ende Januar 2009 begann seine Tournee Der Hassprediger – Ein demagogischer Blindtest. Seitdem trat Somuncu unter dem Namen Hassias auf. Als Oberhaupt einer fiktiven Glaubensgemeinschaft verkündete er die hassistische Lehre, deren Leitspruch „Jede Minderheit hat ein Recht auf Diskriminierung“ lautet und unter dem Titel Hasstament beim WortArt-Verlag in Köln erschienen ist. Im Oktober 2010 veröffentlichte er sein Buch Karneval in Mio. Im Rahmen der Late-Night-Show neoParadise hatte Somuncu bis zu deren Einstellung Anfang 2013 die regelmäßige Rubrik Aufzeichnungen aus dem Kellerloch, in der er sich mit den Kuriositäten der modernen Fernsehunterhaltung auseinandersetzte.

### Hip-Hop und weitere Musik
Am 25. November 2011 veröffentlichte Somuncu beim Label Groove Attack sein erstes Musikalbum mit dem Titel Dafür kommt man in den Knast. Das Album ist in Zusammenarbeit mit dem Kölner Produzenten und Musiker André Fuchs entstanden, der in einem Song unter seinem Künstlernamen Onkel Zwieback als Gastrapper zu hören ist. Sämtliche Instrumente der 18 Songs des Albums wurden von Somuncu eingespielt. Als Duo Zwieback & T veröffentlichten Somuncu und Fuchs am 19. September 2013 das Rap-Album Wir beide. Somuncu rappt hier neben Fuchs unter dem Pseudonym T beziehungsweise Scheiß T in Anlehnung an den US-amerikanischen Rapper Ice-T. 2014 waren beide auf dem Track Gruppenzwang der Rap-Gruppe 257ers vertreten.
2019 erschien beim Label Arising Empire sein zweites Studioalbum S.y.s.p.h.s mit insgesamt 17 Titeln, die von Somuncu selbst eingespielt wurden. 2022 erschien im WortArt Verlag in Köln sein drittes Album No(n)pology. Außerdem erschien ein 2017 Live-Album „Sexy Revolution“ mit seiner Band The Politics. 2023 sprach Somuncu das Intro zum Master Tape „Teure Narben“ des Rappers Fler. Anfang 2025 startete Somuncu eine Tournee durch kleine Musikclubs mit seinem Programm „Solo – Songs & Stories“, in dem er Geschichten aus seinem Leben erzählt und Songs aus seinen Alben spielt. Somuncu steht dabei größtenteils alleine auf der Bühne und spielt sämtliche Instrumente selbst. Gelegentlich empfängt er auch Gäste.

### Arbeit im Fernsehen, Hörfunk und als Schriftsteller
Somuncu ist Mitglied im P.E.N.-Zentrum deutschsprachiger Autoren im Ausland des Schriftstellerverbandes P.E.N. 2001 erschien Somuncus erstes Buch Nachlass eines Massenmörders im Verlag Bastei Lübbe, in dem er die Erlebnisse seiner jahrelangen Lesereise aus Adolf Hitlers Mein Kampf schildert. Das Buch erschien 2003 erneut in einer erweiterten Fassung beim Kölner Verlag Wortart.
2004 erschien bei Bastei Lübbe eine Sammlung autobiografischer Kurzgeschichten unter dem Titel Getrennte Rechnungen. 2008 erschien im Rowohlt Verlag das Taschenbuch Antitürke, in dem sich Somuncu kritisch mit der Geschichte der deutsch-türkischen Verhältnisses auseinandersetzt. 2012 erschien sein erster Roman Zwischen den Gleisen bei Wortart, der sich in halbfiktionaler Erzählweise mit den Ereignissen um die Verhaftung der RAF-Terroristen Wolfgang Grams und Birgit Hogefeld im Jahr 1992 am Bahnhof in Bad Kleinen auseinandersetzt. In seinem Buch Matchpointe befasst sich Somuncu mit den Gemeinsamkeiten zwischen Sport und Kunst und analysiert die unterschiedlichen Formen von Leistungsdruck. Von April 2014 bis 2022 war er gelegentlich als Kommentator bei der ZDF-Satiresendung heute-show zu sehen.
Ab 2015 schrieb Somuncu eine regelmäßige Kolumne in der Wirtschaftswoche mit dem Titel Klatschspalte, in der er politische und gesellschaftliche Themen kommentierte; die erste Kolumne trug den Titel Das ist so typisch deutsch. Von Oktober 2015 bis Ende 2019 wurde die Fernsehsendung So! Muncu! auf n-tv ausgestrahlt. Es handelte sich laut Somuncu dabei um die Dekonstruktion einer Talkshow, die sich eher „in der Tradition von Christoph Schlingensief als in der von Anne Will und Frank Plasberg“ sehe. Die Sendung wurde von der Kölner Produktionsfirma Probono und Friedrich Küppersbusch produziert. 2019 wurde sie als beste Unterhaltungssendung für den Deutschen Fernseh- sowie den Grimmepreis nominiert. Das Branchendienst-Internet-Portal Quotenmeter verlieh ihr den Preis als beste Informationssendung.
Von September 2016 bis Dezember 2023 wurde sonntags Somuncus zweistündige Sendung Die Blaue Stunde bei Radio Eins ausgestrahlt. Darin interviewte er Menschen aus Gesellschaft und Politik und sprach auch gelegentlich mit Anrufern über tagesaktuelle Themen. Mit wöchentlich über 100.000 Hörern zählte sie zu den erfolgreichsten Formaten des Senders und war über zwölf Wochen auf Platz eins der deutschen Podcast-Charts. Im Dezember 2023 wurde die letzte Folge der Blauen Stunde ausgestrahlt. 
Im Februar 2025 erschien sein Buch Lügen – Kulturgeschichte einer menschlichen Schwäche bei WortArt. In Beispielen aus Geschichte, Sport und Kultur analysiert Somuncu darin die unterschiedlichen Formen und die Geschichte des Lügens als eine „dem Menschen angeborene Eigenschaft“. Im April 2025 startete im RBB-Fernsehen sowie bei radio3 Suite – der Kulturtalk, der von Somuncu moderiert wird.

### Kanzlerkandidatur 2017
Somuncu trat als unabhängiger Spitzenkandidat zur Bundestagswahl 2017 für Die PARTEI an. Im Wahlkreis Berlin-Friedrichshain – Kreuzberg – Prenzlauer Berg Ost bewarb er sich um ein Direktmandat und erzielte dort 7,2 % der Erststimmen. Im Gespräch mit dem Berliner Tagesspiegel erklärt Somuncu seine Wahlziele „Als Satiriker ist es wichtig, bestimmte Probleme durch Überspitzung aufzuzeigen. Als Politiker will ich das auch machen. Ich finde, dass die beiden Welten nicht weit auseinanderliegen. Ich mache Politik eben mit einem humoristischen Hintergrund und betrachte die Dinge aus einer gewissen Distanz. Generell verschwimmen die Grenzen zwischen Politik und Satire immer mehr. Was Trump twittert, könnte ich mir als Satiriker kaum besser ausdenken. Obwohl: Eigentlich glaube ich, dass ich der bessere Trump bin.“

### Arbeit als Regisseur und Produzent, 2010–2023
Neben seinen Inszenierungen für diverse Theater führte Somuncu auch bei Kabarettprogrammen Regie, wie zum Beispiel 2010 in Pussy Terror von Carolin Kebekus und 2014 in Wirrklichkeit von Ulan & Bator, sowie für Luke Mockridge. Für den Fernsehsender TELE 5 produzierte Somuncu 2019 mehrere kurze Formate, unter anderem die Kaffeepause, in der Somuncu ironisch auf Fragen der aktuellen Politik und des gesellschaftlichen Lebens eingeht.
2019 produzierte Somuncu zwei Folgen einer Dokumentation unter dem Titel Serdars Deutschland, in der er auf der Suche nach der deutschen Mentalität durch die Republik reist und mit Prominenten und Nichtprominenten spricht. In der ersten Folge trifft er den Schauspieler Kida Ramadan, den Koch The Duc Ngo und den russischen Schriftsteller Wladimir Kaminer. In der zweiten Folge  besucht er eine Flüchtlingsunterkunft und trifft den ehemaligen Kulturminister der DDR Herbert Schirmer sowie den deutsch-italienischen Schauspieler Oliver Massucci.
2019 produzierte Somuncu einen Dokumentarfilm über die Hintergründe seiner Arbeit mit dem Titel INNEN/AUSSEN. Der Film wurde für zahlreiche internationale Filmpreise nominiert und ausgezeichnet, unter anderem in Prag, New York und Rom. Der Film begleitet ihn am Tag seines Auftritts in der Mitsubishi Electric Halle in Düsseldorf vor 5.000 Zuschauern – seinem letzten Live-Auftritt vor dem Corona-Lockdown. Die Musik zum Film wurde von Achim Hagemann komponiert.
Von März 2021 bis März 2022 moderierte Somuncu in Eigenregie fünf Folgen der Internetstreamshow XStream Latenight, (produziert von Jörg Strombach), bei der Zuschauer käufliche, virtuelle Tickets in seinem eigenen Shop erwerben konnten, um an der Show teilzunehmen. Die Sendung wurde ausschließlich online und kostenpflichtig übertragen, unter anderem auf dem Onlinesender Massengeschmack-TV. Im September 2022 wurde bekannt gegeben, dass keine weiteren Folgen produziert werden. Seit dem 5. Juni 2023 hat Somuncu beim Online-Portal Massengeschmack-TV eine monatliche Kolumne mit dem Titel Monatsblutung.

### Podcasts, 2020 bis heute
Zusammen mit dem Kabarettisten Florian Schroeder moderierte Somuncu seit 2020 den wöchentlichen Podcast Schroeder & Somuncu, in dem die beiden miteinander über philosophische und politische Themen der Zeit sprachen. Der Podcast gehörte mit wöchentlich 200.000 Abrufen zu den erfolgreichsten Sendungen im RBB. Am 5. Dezember 2023 traten die beiden zum letzten Mal auf der Bühne im Berliner Tipi am Kanzleramt auf. Außerdem erschien von Dezember 2021 bis Dezember 2023 einmal monatlich der Podcast Die Boygroup der Hardcore-Katholiken mit Bent-Erik Scholz. In Spezialfolgen waren Fler und Sahra Wagenknecht zu Gast.
Im Januar 2024 ging die Seite somuncu plus online, auf der regelmäßig Artikel und Podcasts unterschiedlicher Autoren erscheinen. Somuncu kündigte für Ende 2023 sein Karriereende an. Im September 2024 kehrte er jedoch mit Podcasts zusammen mit Bent-Erik Scholz bzw. Florian Schröder an die Öffentlichkeit zurück und kündigte Jahresrückblick-Shows mit Oliver Pocher sowie für das Jahr 2025 eine neue Solo-Tour mit dem Titel Songs & Stories an. Anfang 2025 startete Somuncu eine Reihe auf seinem YouTube-Kanal mit dem Titel Hasstalavista, in der er in kurzen Videos auf Ausschnitte und Reden Prominenter aus Gesellschaft und Politik reagiert und sie in satirischer Form kommentiert.

### Kontroversen
2017 untersagte das Landgericht Hamburg Somuncu per einstweiliger Verfügung, eine Redakteurin des Westdeutschen Rundfunks öffentlich weiter als „Arschloch“ und „Keimzelle des Faschismus“ zu bezeichnen. Dagegen legte er über seinen Anwalt Heiko Klatt Widerspruch ein. Das Gericht hielt die Bezeichnung jedoch für unterlassungswürdig und drängte auf einen Vergleich mit Bestand der Unterlassung.
Im April 2018 war die Premiere von Somuncus Inszenierung von George Taboris Mein Kampf am städtischen Theater Konstanz. Die Inszenierung erregte Aufsehen, weil man Zuschauern, die freiwillig eine Hakenkreuzbinde trugen, freien Eintritt gewähren wollte.

## Auszeichnungen
- 1990: 1. Deutscher Literatur-Theater-Preis für seine Darstellung des Affen Rotpeter in Franz Kafkas Ein Bericht für eine Akademie
- 1993: Europäischer Nachwuchsförderpreis in Wien für seine Inszenierung von Bukowski-Blues
- 2004: Prix Pantheon „Jurypreis Frühreif und Verdorben“ für seine Darstellung der Sportpalastrede und Mein Kampf (geteilt mit Hagen Rether)
- 2007: Kulturnews-Award für bestes Entertainment
- 2008: Gache Wurzn – Preis für Toleranz und Zivilcourage
- 2012 „Hardcore Live“ – Goldene DVD – Regie und Hauptdarsteller
- 2014 „Pussy Terror“ Goldene DVD – Regie
- 2015: Montreux Comedy Award – für Broken Comedy als beste Sketchshow international
- 2016: Plattino – Preis für Völkerverständigung und Integration[29]
- 2016: Kulturnews-Award für bestes Entertainment
- 2017: Quotenmeter Fernsehpreis für SO!muncu (Beste Informationsshow)[30]
- 2019: Deutscher Fernsehpreis Nominierung für SO!muncu (Beste Late Night)[31]
- 2019: Grimme-Preis-Nominierung für SO!muncu (Beste Unterhaltung)[32]
- 2020: Prague Filmfest – 2nd best Feature Documentary für „Innen/Aussen“ Tourdokumentation
- 2020: Florence Film Awards – Honorable Mention: Feature Documentary für „Innen/Aussen“
- 2020: New York Movie Awards – Honorable Mention: Feature Documentary für „Innen/Aussen“

## Veröffentlichungen

### Bücher
- Nachlass eines Massenmörders. Bastei Lübbe, 2002, ISBN 3-404-60513-6.
- Getrennte Rechnungen. Storys. Lübbe, 2004, ISBN 3-7857-2162-5.
- Die Türkei und das deutsche Verständnis. In: Mehpare Bozyigit & Michel Friedman (Hrsg.): Die andere Türkei: Wie die Moderne den Bosporus erobert. Aufbau Verlag, 2005, ISBN 3-351-02591-2, S. 157–161 (Essay).
- Der Antitürke. Rowohlt, 2009, ISBN 978-3-499-62510-7.
- Auf Lesereise mit Adolf. Edel, 2009, ISBN 978-3-941378-40-7.
- Karneval in Mio. Edel, 2010, ISBN 978-3-8419-0017-3.
- Zwischen den Gleisen: Roman. WortArt, 2012, ISBN 978-3-8419-0144-6.
- Hasstament. Sämtliche Folgen der Hatenight-Show in Schriftform. WortArt, 2013, ISBN 978-3-942454-02-5.
- Der Adolf in mir: Die Karriere einer verbotenen Idee. WortArt, Köln 2015, ISBN 978-3-942454-17-9.
- Matchpointe. Ein Buch über Lampenfieber, Erfolg und Versagen. WortArt, Köln 2017, ISBN 978-3-942454-29-2.
- Lügen: Kulturgeschichte einer menschlichen Schwäche. WortArt, Köln 2025, ISBN 978-3-946207-99-3.

### Hörbücher
- Serdar Somuncu liest aus dem Tagebuch eines Massenmörders „Mein Kampf“. 2000, ISBN 3-7857-1125-5.
- Diese Stunde der Idiotie, Serdar Somuncu liest Joseph Goebbels. 2004, ISBN 3-7857-1355-X.
- Serdar Somuncu liest E. A. Poe: Das verräterische Herz, Grube und Pendel. 2003, ISBN 3-7857-1254-5.
- Das Partei-(Hör)Buch. 2009, ISBN 978-3-8371-0255-0.
- Hassprediger – Ein demagogischer Blindtest. 2010, ISBN 978-3-8371-0256-7. (Live-Mitschnitt)
- Bibel vs. Koran. 2011, ISBN 978-3-8218-6336-8.
- H2 Universe: Die Machtergreifung. Random House Audio, 2015, ISBN 978-3-8371-3218-2. (Live-Mitschnitt)
- Seelenheil: Das vierte Reich. MySpass Audio, 2022. (Live-Mitschnitt)
- Schwere Waffen: Der größte Hassias aller Zeiten. WortArt, 2022, ISBN 978-3-8371-6507-4. (Live-Mitschnitt)

### Videoalben
- Der Hassprediger liest BILD. WortartBMG, 2009.
- Der Hassprediger/Hardcore live. Sony Music, 2011. (DE: Gold (Comedy-Award))[33]
- H2 Universe – Die Machtergreifung. Sony Music, 2016.
- Innen/Außen: Ein Dokumentarfilm mit Serdar Somuncu. WortArt, 2021.
- GröHaZ – Serdar Somuncu live in Düsseldorf. 2021. (Video on Demand, exklusiv auf Somuncus Webseite)
- Seelenheil: Das vierte Reich. MySpass, 2022. (Video on Demand)

### Hörspiele
- Papa holt mich nach Deutschland (WDR 2006)
- Das Haus am Kanal – (WDR 2007)
- Der Verbrannte Vogel – (WDR 2009)
- Das Kofferkind – (WDR 2009)
- Radio Tatort – Currykill (WDR 2012)
- Madagaskar Plan - (WDR 2019)

### TV/Filme/Synchron
- Schwarz greift ein (1992)
- Lindenstraße (1999)
- Die Anrheiner (2002)
- Dr.Psycho (2007)
- Four Lions (2010, deutsche Stimme von Kayvan Novak)
- Vive la France – Gesprengt wird später (2013, deutsche Stimme von José Garcia)
- Marry Me – Aber bitte auf Indisch (2015)
- Tatort – Verbrannt (2015)
- Im Knast (2015)
- Schatz, nimm Du sie! (2017)

### Weitere Veröffentlichungen
- Wollt ihr den totalen Beat. Sony BMG, 2005.
- Hitler Kebab. Sony BMG, 2006 (Hörbuch). (Live-Mitschnitt)
- Diary Of A Massmurderer, Serdar Somuncu reads „Mein Kampf“. Sony BMG, 2007 (Hörbuch engl.).
- Dafür kommt man in den Knast. Groove Attack, 2011 (Album).
- Wir beide. Groove Attack, 2013 (Album).
- Sexy Revolution & The Politics. Wortart, 2017 (Album).
- Sysphs. Wortart, 2019 (Album).
- No(n)pology. 2022 (Album).